# Conrad Ferdinand Meyer

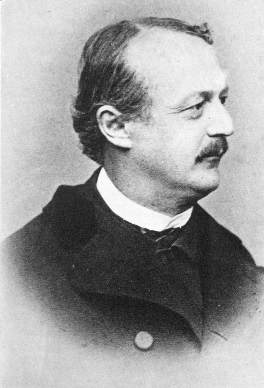
Conrad Ferdinand Meyer.

Conrad Ferdinand Meyer, född 11 oktober 1825 i Zürich, död 28 november 1898 i Kilchberg utanför Zürich, var en schweizisk författare. 

## Biografi
Meyer studerade i Lausanne och Zürich. Åren 1852-1856 genomgick han en svår nervös kris och vistades därefter utomlands. Han skrev framförallt historiska romaner, noveller och lyrik inom den poetiska realismen. Han tillhör, tillsammans med Gottfried Keller och Jeremias Gotthelf, de mest betydande tyskspråkiga diktarna i Schweiz under 1800-talet.

## Eftermäle
Asteroiden 13024 Conradferdinand är uppkallad efter honom.

## Böcker översatta till svenska
- Gustaf Adolfs page (Gustav Adolfs Page) (anonym översättning?, Lundholm, 1889). Ny översättning av Karl Fägersten (Ringförlaget, 1932)
- Angela Borgia: historisk novell (Angela Borgia) (översättning Tom Wilson, Beijer, 1892)
- Noveller (översättning Louise Arosenius, Hierta, 1900)
- Två schweizare: en episod från S:t Bartolomeinatten (anonym översättning?, Ad. Johnson, 1900)
- Jürg Jenatsch: en historia från Bünden (Jürg Jenatsch) (översättning Hildegard Tamm, Bonnier, 1909)
- Helgonet: roman (Der Heilige Effi Briest) (översättning Hugo Hultenberg, Nordiska förlaget, 1917). Ny utg. 1919 med titel I konungens tjänst (Helgonet)
- Pescaras frestelse: novell (Die Versuchung des Pescara) (översättning Gösta Montelin, Almqvist & Wiksell, 1924)
- "Lyriska dikter". Ingår i Världslitteraturen: de stora mästerverken, [43], Tyskt drama och tysk lyrik, II (Bonnier, 1928)
- Dikter (i svensk tolkning av Joh. Adolf Bruun), Fritze, 1928)
- Nyårsklockor (sång för manskör a cappella av Hans A. Peter, översättning Walter Löwi, Nordiska musikförlaget, 1952)
- Plautus i nunneklostret (Plautus im Nonnenkloster) (översättning Carl Olof Nyman, illustrerad av Lars Bo), Sällskapet Bokvännerna, 1956)
- Poesi även i Erik Blomberg, Tolkniningar (1926), Arvid Mörne, Tysk lyrik (1942), och All världens lyrik (1943)